# Plognäbb
Plognäbb (Eulacestoma nigropectus) är en unik tätting på Nya Guinea som numera placeras i den egna familjen plognäbbar.

## Utseende
Plognäbben är en liten, 14 centimeter lång olivbrun fågel med en kraftig, tjock och kilformad näbb som den använder för att plöja in i döda trädgrenar och bark på jakt efter insekter, därav namnet. Hanen och honan skiljer sig kraftig åt. Hanen har svart undersida och vingar samt en rosa rund flik på kinden, medan honan är genomgående olivfärgad, lite mer åt grönt ovan.

## Utbredning och systematik
Plognäbben förekommer på Nya Guinea. Den behandlas antingen som monotypisk eller delas in i två underarter med följande utbredning:
- Eulacestoma nigropectus clara - förekommer i Nya Guineas centrala högländer
- Eulacestoma nigropectus nigropectus - förekommer i berg i sydöstra Nya Guinea

Länge placerades arten i familjen visslare (Pachycephalidae), men DNA-studier visar att den tillhör en egen utvecklingslinje, troligen systerart till en grupp familjer där visslarna visserligen ingår, men även exempelvis gyllingar, vireor och australiska fåglar som snärtfåglar. Den har därefter lyfts ur visslarna till den egna familjen Eulacestomatidae.

## Status och hot
Arten har ett stort utbredningsområde, men tros minska i antal, dock inte tillräckligt kraftigt för att den ska betraktas som hotad. Internationella naturvårdsunionen IUCN listar arten som livskraftig (LC). Världspopulationen har inte uppskattats, men den beskrivs som alltifrån lokalt relativt vanlig till sällsynt.